# Capanna Mautino
La Capanna Mautino è un rifugio collocato nei pressi del Lago Nero nel comune di Cesana Torinese.

## Storia
Il rifugio è dedicato a Umberto Mautino, un  capitano degli alpini che negli anni Dieci del Novecento fu istruttore nei primi corsi di sci dedicati militari, e la sua realizzazione venne curata dall'alpinista Giacomo Dumontel per lo Sky Club di Torino.

## Accesso
Il rifugio è accessibile dalla frazione Bousson di Cesana Torinese in circa 2 ore. Si tratta di una escursione frequentata anche in inverno, con le ciaspole o con gli sci.

## Ascensioni
- Cima Saurel - 2.451 m
- Cima Fournier - 2.424 m
- Monte Gimont - 2.646 m
- Monte Corbioun - 2.430 m

## Nella letteratura
La Capanna Mautino è citata nel romanzo Lessico famigliare della scrittrice Natalia Ginzburg.

## Protezione della natura
Il rifugio si trova all'interno del SIC denominato Cima Fournier e Lago Nero (cod.IT1110058), di 639 ettari di superficie..